# Palazzo Capasso
Il Palazzo Capasso si trova nel centro storico di Salerno, in via Ferrante Sanseverino.

## Storia e descrizione
Parte integrante del Giardino della Minerva, l'ex palazzo della storica famiglia Silvatico risente pesantemente degli interventi fatti nel Seicento da don Diego del Core, quando Salerno era località di villeggiatura dei nobili napoletani.
Il suo ultimo proprietario, ai primi del Novecento, fu il matematico Giovanni Capasso, che vi ospitò l'Ateneo-Convitto Galileo Galilei di sua fondazione.
Il viridarium di Matteo Silvatico si trova in realtà due metri più in basso dell'attuale livello terraneo, come hanno documentato gli scavi intrapresi durante i lavori di restauro del giardino, gli stessi restauri che hanno portato alla luce delle tegole dipinte del XV secolo e brandelli di affreschi cinquecenteschi.

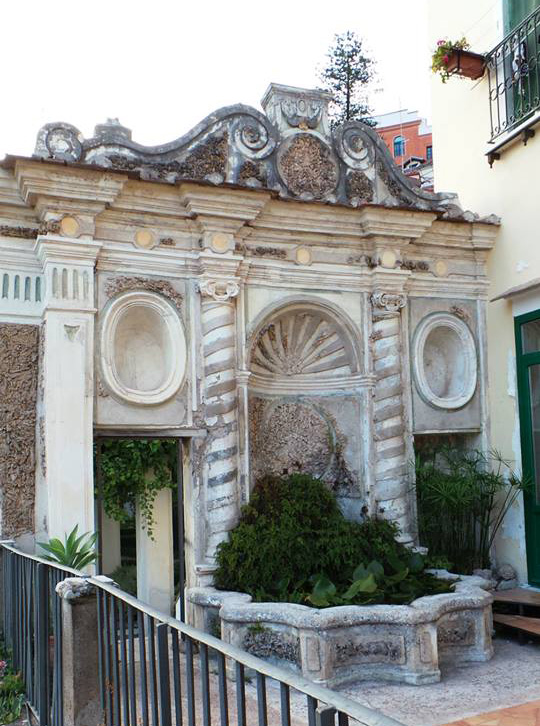
La fontana

Il progetto di restauro, in un primo momento limitato solo al Giardino della Minerva (uno dei sette giardini che componevano il sistema degli Orti Cinti), è riuscito a recuperare una parte del palazzo, quella in comunicazione con il giardino, in cui oggi emergono i colori pastello del soffitto della Sala Capasso, principale sala del palazzo in cui periodicamente vengono ospitate mostre ed eventi. Adiacente alla Sala Capasso vi è la tisaneria biologica.
L'elemento che più caratterizza il Palazzo è però la bella loggia affacciata sul golfo, impreziosita dalla scenografica fontana cinquecentesca. Questa si presenta sullo stile delle grandi fontane che ritroviamo a Napoli e Roma: un'ampia vasca dal profilo stellare, su cui insiste un grande prospetto scandito da lesene e capitelli sormontate da un fregio e da un timpano scolpito.
Le lesene scandiscono lo sfondo separandolo in tre parti: quella centrale caratterizzata dall'ampia vasca e da una nicchia a cupola scolpita; quelle laterali, con nicchie rettangolari sormontate da nicchiette ovali oggi vuote. La nicchia di destra è oggi aperta per consentire l'accesso al Giardino dei Semplici.

## Le tegole
Nel 2002, durante i lavori di smontaggio di parte del tetto di copertura di palazzo Capasso, furono rinvenute numerose tegole (pianelle) che presentavano la faccia sottostante dipinta. Solo una parte di queste tegole furono recuperate, altre giacciono nel sottotetto sulla verticale del fabbricato che non è stato ancora oggetto di interventi di restauro. Né è possibile al momento recuperarle se non rifacendo interamente il tetto di copertura. Delle tegole recuperate, dodici, le più significative, sono state oggetto di restauro nel 2004.

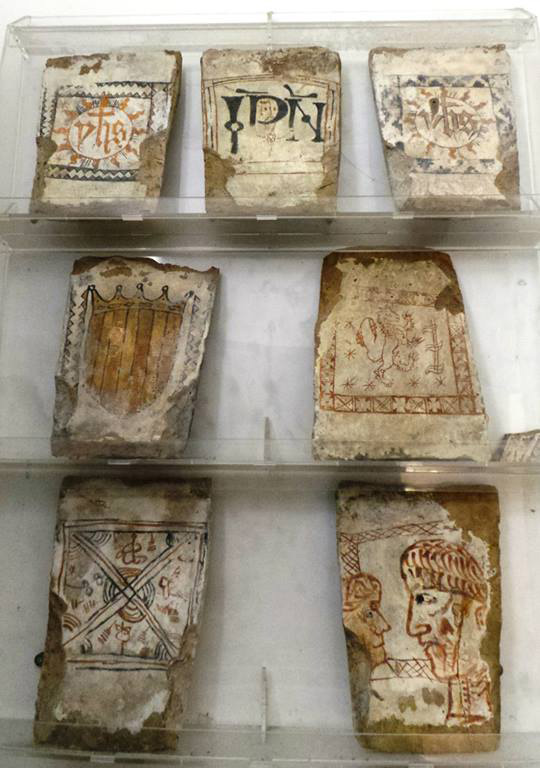
Le tegole esposte

La pittura sulla faccia inferiore dei tegoloni serviva a decorare prevalentemente edifici religiosi ove il tetto di copertura restava a vista. Esempi in tal senso sono attualmente visibili in chiese medioevali del centro Italia (Ostia Antica o a Viterbo, presso la chiesa di Santa Maria Nuova) e in alcune regioni del nord. Va rilevato che le tegole dipinte, attualmente visibili in edifici medioevali, sono quasi esclusivamente fatte con il sistema delle mascherine a uno o due colori e soprattutto sono monotematiche. Quelle ritrovate in palazzo Capasso hanno la caratteristica particolare di essere state dipinte senza mascherina e sono quasi tutte a tema vario. Ciò fa supporre che tali tegole siano state recuperate come elemento di spoglio da vecchi edifici a carattere religioso esistenti nel centro storico di Salerno. Alcune tegole dipinte sono state ritrovate anche nel Duomo di Salerno.
La qualità e la precisione dell'esecuzione del disegno è molto variabile ed in alcuni casi lascerebbe pensare a prove di colore o bozzetti. I soggetti rappresentati appartengono a diverse tipologie e sono sostanzialmente riconducibili ai seguenti quattro tipi: decorazioni geometriche policrome, decorazioni fitomorfe policrome, stemmi e monogrammi e profili umani.
L'analisi dell'animale rampante crestato e unghiato (inserito in un contesto grafico che lascia pensare ad uno stemma araldico), per la particolare forma allungata del cranio farebbe escludere un leone e propendere per un essere zoomorfo fantastico, estratto dal cospicuo bestiario medievale, del tipo dragone o grifone (benché quest'ultimo venga generalmente rappresentato nella parte superiore con caratteristiche da uccello). Esso è rappresentato con finezza e dovizia di particolari, che lo distinguono immediatamente dall'esemplare in cui sono rappresentati il profilo di un uomo ed una donna con tratti molto più doppi ed approssimativi.
Probabilmente, per una migliore intelligibilità di queste tegole ed una più precisa collocazione nel contesto storico-artistico di provenienza, bisognerà attendere il recupero delle altre parti del Palazzo non ancora restaurate.